# جيمس إل. فنسنت
جيمس إل. فنسنت (بالإنجليزية: James L. Vincent)‏ هو شخصية أعمال أمريكي، ولد في 1940، وتوفي في 5 ديسمبر 2013.